# 司馬尚 (戦国)
司馬 尚（しば しょう、生没年不詳）は、中国戦国時代の趙の武将。

## 生涯
紀元前233年、秦が王翦を大将として趙を攻めてきたので、趙幽繆王は李牧と司馬尚を将として対抗させた。趙は秦軍を破り（肥下の戦い、番吾の戦い）、これを退けた。
紀元前229年、秦が王翦を大将、楊端和と羌瘣を副将として大軍を興して、趙へと攻め込んできた。攻めあぐねた王翦は趙の佞臣郭開を買収して反間計を施し、幽繆王に李牧と司馬尚が反逆を企んでいると讒訴させた。幽繆王は李牧を解任し、代わりに趙葱と斉将・顔聚を置いた。李牧はこれに対し不服とし従わなかったため、李牧は密かに処刑され、司馬尚は更迭された。その後、約3ヵ月で趙は滅びた。

## 参考
“赵世家”. 2021年4月17日時点のオリジナルよりアーカイブ。2021年4月17日閲覧。。